# がいし

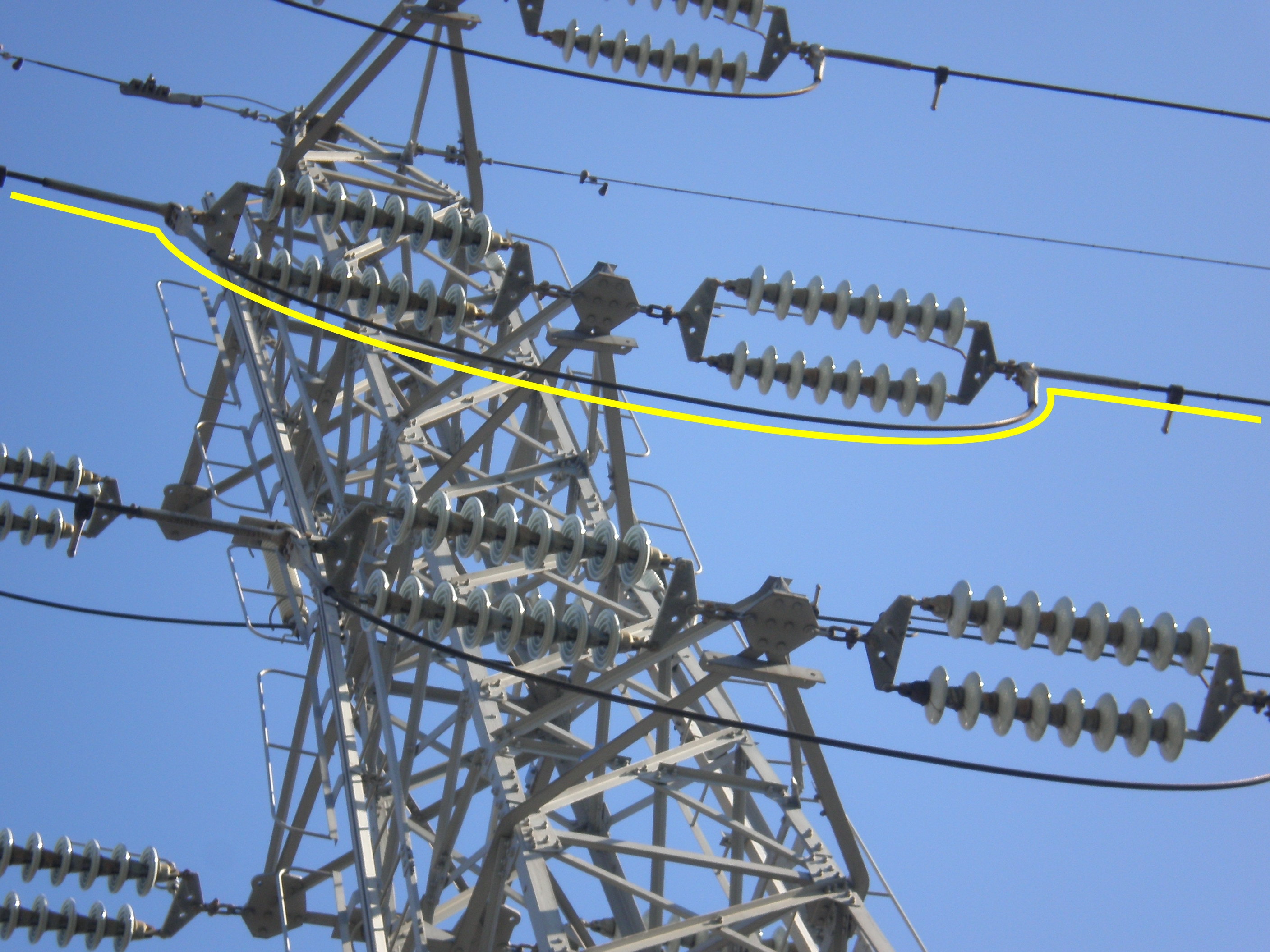
電線と鉄塔は碍子によって絶縁されており、電流は黄色い線に沿って流れる

がいし（礙子、碍子、がい子）は、電線とその支持物とのあいだを絶縁するために用いる器具。一般には電柱・鉄塔などに装着される電力用または電信用のものを指すが、点火プラグや電熱器などにおいて電線を絶縁する器具を指すこともある。

## 特徴
がいしには、電気絶縁性や野外での耐候性、機械的な強度などが求められることから、多くは磁器を素材としている。ガラス製のものもあり、ロシア、モンゴルなどの旧共産圏や東ヨーロッパ、イタリア、日本国内で古くから敷設されている電線路で見ることができる。また、軽量なポリマー製がいしも北アメリカ・中近東などを中心に普及しており、日本国内では鉄道電気工作物で用いられている。
高圧の交流送電は通常、がいしを介して電柱や鉄塔などに支えられる。超高圧交流送電線では、がいしを連ねて絶縁性を確保する。数十個が連なって数メートルの長さに及ぶものも使われる。また、電線の張力を打ち消すために取り付ける支線の絶縁確保には玉がいしを用いる。
がいしに雨や塩分や汚れなどが付着するとがいしの表面に沿った漏れ電流や電気的破壊が起きやすくなる。がいしに波状の形状や円盤やカップを並べたような形状が多いのは、そのような場合に絶縁性が損なわれないように、表面に沿った距離（沿面距離）を稼ぐためである。カップ状になっているのは、雨などの状況でも片側を濡れにくくするためである。
落雷の際は異常な高電圧がかかり、大電流が流れるため、がいしが破壊される恐れがある。これを防ぐために、がいしの両端にアークホーンまたはアークリングと呼ばれる金属端子を付け、高電圧がかかったときには、その端子間で電流を流すようにしている物がある。

## 種類
ピン碍子
金属棒（ピン）の上に傘状の絶縁体磁器を装着したもの。絶縁体の上縁部に溝が切ってあり、溝には電線を保持するためのバインド線と呼ばれる紐が巻かれる。この溝、あるいは上端部に切られた別の溝に電線を沿わせて保持し、ピンの下端部で電柱などに固定される。絶縁体が1枚のものは一重ピン碍子、絶縁性能を高めるために2枚以上の絶縁体を重ねてセメントなどで接合したものは多層ピン碍子と呼ばれる。電信用として19世紀後半から使用されており、19世紀末からは電線路用としても広く使用されるようになった。初期にはピンの材質として木材にアスファルトやパラフィンを浸漬させたものが使用されていたが、厳しい使用環境においてピンが燃える問題があり金属ピンが使われるようになった。
懸垂がいし
傘状の磁器の上下にセメントで連結用金具が接着されている。1個から数十個を連結して使用する。磁器の傘下面部はひだ状になっており、雨水が伝わるのを防止する。
長幹がいし
中実状の磁器棒の上下に連結用金具が接着されている。こちらも用途によって複数個繋げて使用する。棒の部分には多数のひだがついており、雨水が伝わるのを防止する。また磁器は中実状となっているため劣化しにくい。
ラインポストがいし（LPがいし）
多数のひだがついた円柱状絶縁体の片方に電線支持用の電線クランプ、もう片方に固定用金具（ピン）が取り付けられており、鉄塔や腕金に固定する。ピンがいしと同じ用途で使用される。多層ピン碍子とは異なり絶縁体同士を接着した箇所のない一体型であり高い信頼性を実現する。
ステーションポスト碍子
支持碍子の一種。多数のひだがついた円柱状絶縁体の両端にフランジなどの連結支持用金具が取り付けられており、構造体を固定支持する用途に用いられる。複数を積み重ねて使用することもできる。
直流用碍子
直流送電においてはガラス成分中に含まれるナトリウムイオンが移動し劣化することがあるため、ナトリウム成分を減らし代わりにカリウム成分を増やした材料が用いられる。
点火栓碍子
点火プラグの電極を絶縁するための部材。絶縁性や機械的強度に加えて高い熱伝導性能が求められることから酸化アルミニウムを主成分とする磁器が用いられる。
ノップ碍子
円柱の一部が細くなっており、そこに電線を巻き付けるかバインド線で固定する。がいし引き工事において使用するが、近年では「レトロ感」を演出する用途に限定される。
玉がいし
電柱の支線に使用される。

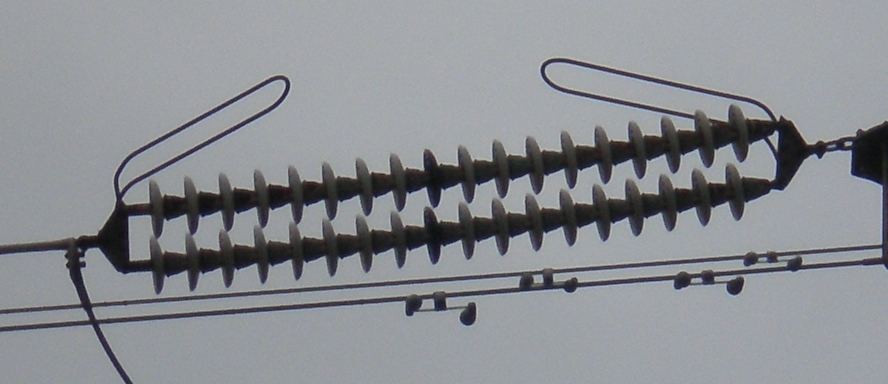
耐張がいし連。両端にあるループ状の金属がアークホーン。
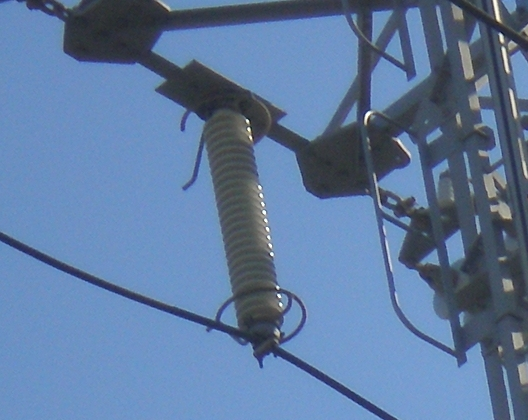
長幹がいし。
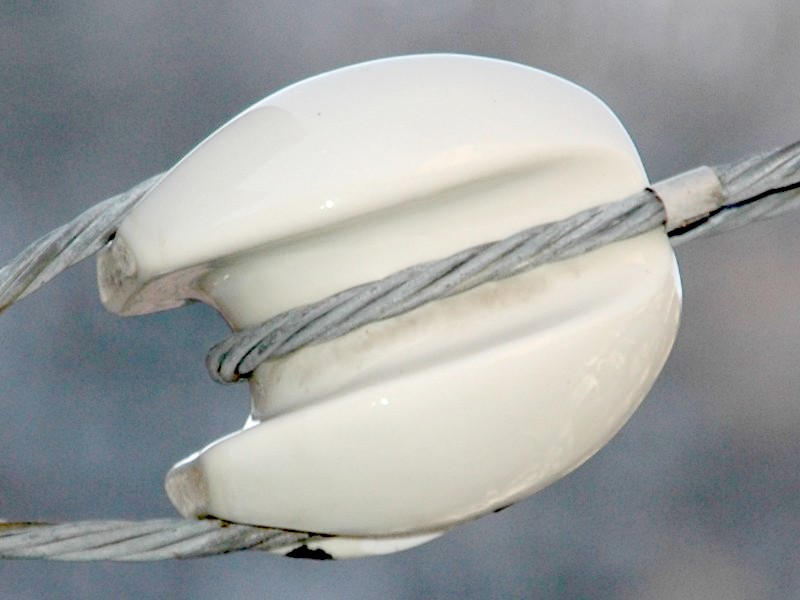
玉がいし
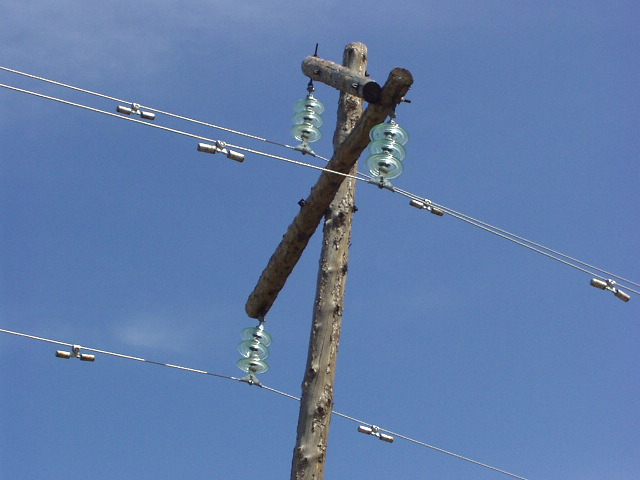
モンゴルで使われているガラス製のがいし。
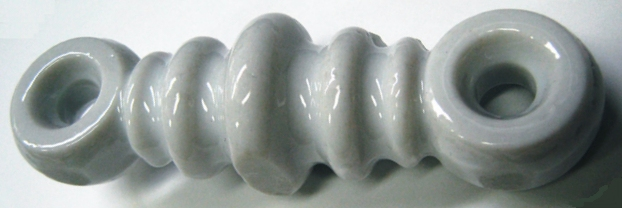
波型がいし。ダイポールアンテナ等の給電点に用いられる。
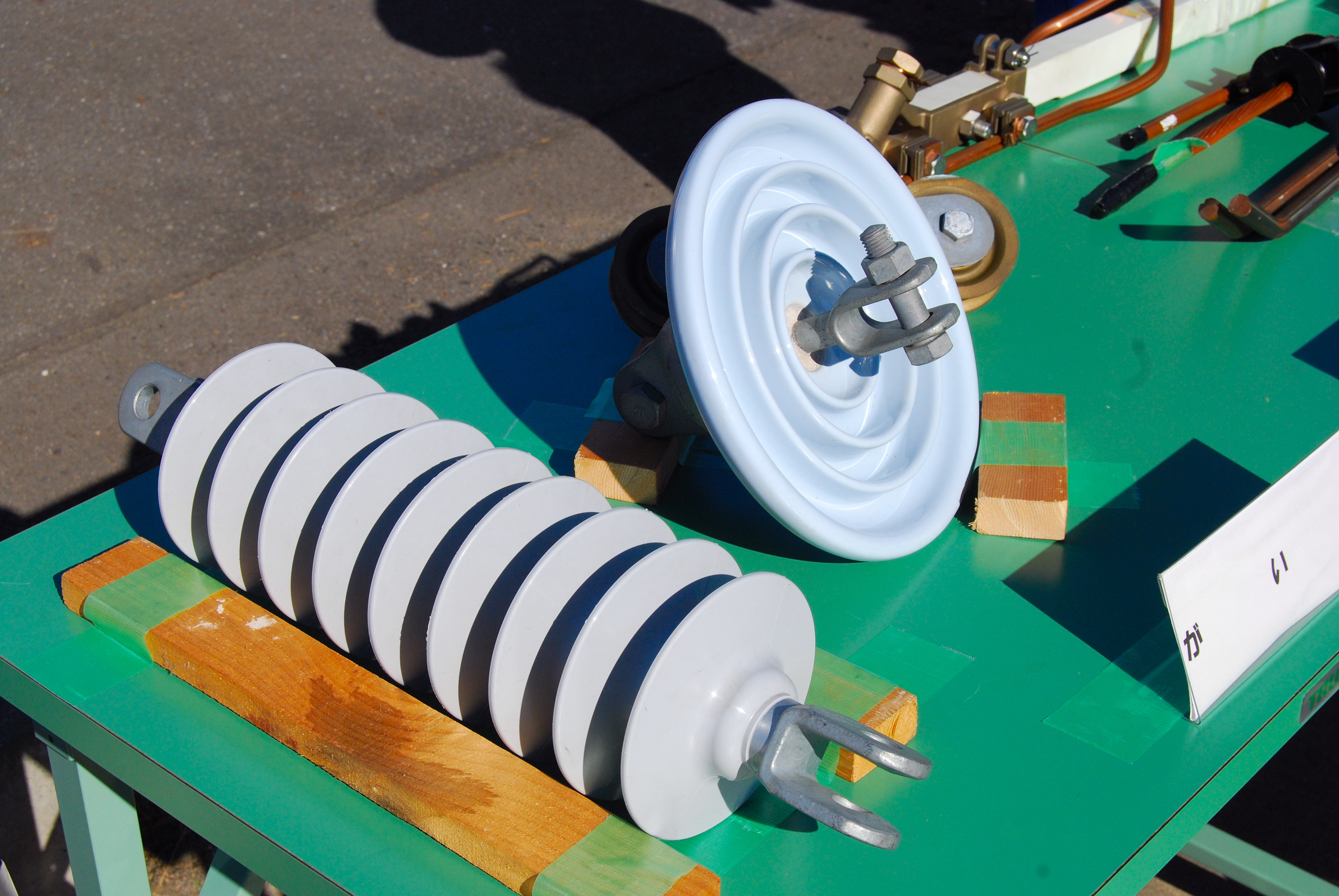
鉄道の架線支持に使用される懸垂がいし（上のがいし）。

## 材質
磁器
絶縁性能、強度とも優れており最も広く使われている。石英やムライトを主成分とする長石質磁器が最も一般的である。日本製のものはクリストバライトを多く含み高い強度を有する。特に高い強度が求められる用途にはコランダムを含むものが用いられる。表面を覆う釉薬は長石質ガラスである。
ガラス
磁器製のものと比較して耐アーク放電性能や耐熱衝撃特性に優れるものの機械的強度が低く大型製品の製造が難しい。一般にはソーダ石灰ガラスが用いられ、高い強度を求められる場合には強化ガラス化させる処理を施す。
合成樹脂
磁器製のものと比較して軽量であり、衝撃に強く小型化が可能である。エポキシ樹脂をガラス繊維で強化した繊維強化プラスチックを芯材とし、これを加硫シリコーンゴムやエチレン酢酸ビニルコポリマー（EVA樹脂）で被覆したものが用いられる。

## 製造方法
磁器製のがいしは、一般に以下の方法で製造される。原料としては陶石、長石、珪石、粘土などが用いられる。天草陶石を用いると高い強度のものが得られ、九州のみならず東海地方の製造業者もこれを取り寄せて原料としている。高い性能を求められる用途には精製された酸化アルミニウムが加えられることもある。原料を粉砕して粉末にし、水を加えて泥状にする。円筒形のものは押出成形と切削法、懸垂碍子は丸鏝成形によって所定の形状に整える。プレス成形や鋳込み成形などの手法を用いることもある。これを十分に乾燥した後、釉薬を塗布し1,300 - 1,350℃で焼成し焼結させて磁器とする。

## 歴史
初期の碍子は木製あるいはガラス製であったが、後に絶縁性能や強度の高い磁器製品が使われるようになった。1890年代、アメリカ合衆国内やヨーロッパに電力網が普及する際には主として磁器製のピン碍子が使用された。1900年代には66,000ボルトに対応する製品も開発されたものの大型で高価であった。これに代わるものとしてLOCKE社により懸垂碍子が考案され1920年代から使われるようになった。

### 合成樹脂の利用
1957年に環状脂肪族エポキシ樹脂が開発され、コイルの絶縁材料など屋内用として用いられていた。これを応用した屋外用碍子は1960年代前半にイギリスやアメリカ合衆国で製造されたが信頼性の低いものであった。実用的な製品は1964年にドイツで開発され、1970年代にかけてフランス、イギリス、アメリカ合衆国などでも製造されるようになった。

### 日本における歴史
1854年（嘉永6年）にアメリカ合衆国からモールス電信機がもたらされ、1855年8月 (安政2年7月) に小田又蔵と勝海舟が電信の実験を行っているが、この技術は実用されることはなく忘れられた。榎本武揚はオランダ留学で電信技術を学び、1867年 (慶応3年) にモールス印字電信機とともに電線やがいしを持ち帰ったが、実用には至らなかった。がいしを必要とするような長距離の通信網や送電網の登場は、明治維新を待たねばならない。
1869年10月23日 (明治2年9月19日) に東京—横浜間で公衆用電信線の建設工事が開始された。がいしの本格的な利用はこの頃に始まると考えられる。当時は、新陶器、インスレット、インシュレートル、電碗などと呼ばれていた。当初は「赤碍子」と呼ばれるとび色の輸入品が用いられていた。しかしながら輸入品は不良率が高く、1個あたり25-26銭もかかる高価なものであった (当時の白米1升が5銭)。このため政府は、がいしの国産化を推進した。1875年発行の『電信頭第一報告』には、電線以外の部品や機器は電信寮 (逓信省の前身) 内で製造したり、外部の職工に命じて作らせるようになり、輸入品は非常に減ったとある。有田焼の製造や貿易を手がけていた深川栄左衛門 (8代) は1870年 (明治3年) に電信寮からがいし製造の打診を受け、同年暮れに試作品を納入したところ採用されたという。深川は後に香蘭社を設立した。
国産がいしは輸入品と遜色ない性能を持つようになったが、架線の距離が延びるにしたがって通信障害にみまわれるようになった。海岸近くの電信線で雨天に起こりやすいことから塩害による絶縁低下が原因とわかり、1883年頃から絶縁部の傘を二重構造に成形した二重通信用がいしを用いるようになった。これが国産通信用がいしの主流となった。
1887年11月29日に東京電灯株式会社の第2電灯局 (火力発電所。日本橋茅場町) が架空電線による送電サービスを開始し、大阪、名古屋、京都などでも電灯会社が開業した。当初は送電の範囲が狭かったため、発電所からの送電も125-220ボルト程度の低圧であり、絶縁には電信用のピンがいしが流用された。しかし後に発電所が集中化、大規模化して消費地との距離が増すと送電電圧も高くなったため、ピンがいしを多数連結した形式の懸垂がいしが用いられるようになった。
食器と異なり外観品質を問われない碍子は生産が容易であり、陶磁器業界各社の重要な収益源となった。1907年（明治40年）、日本陶器合名会社（後のノリタケカンパニーリミテド）の百木三郎により15,000ボルトの送電に対応した製品が、1909年（明治42年）にはさらに45,000ボルトに対応したピン碍子が開発され、同社の発展と電力網の発達に貢献した。1910年（明治43年）、瀬戸町（後の瀬戸市）の加藤杢左衛門を称する工場において電力を利用した生産が始められた。電力網の発達により、1915年（大正4年）頃になると業界全体に自動化が普及し生産性が向上した。
1990年（平成2年）頃、樹脂碍子を66,000ボルトから275,000ボルトまでの高電圧送電網に適用するための実用化試験が電力中央研究所や電力会社などによって始められた。同時期に鉄道総合技術研究所勝木塩害試験場において鉄道用途に対する試験も行われ、1993年（平成5年）には東海道新幹線での使用が始まり磁器製から樹脂製への置き換えが進んだ。